# 于倫薩克爾
于倫薩克爾（挪威語：Ullensaker）是挪威阿克什胡斯郡的一個市镇。它是挪威傳統地區鲁默里克的一部分。行政中心为耶斯赫姆。市镇面积为252平方公里，2021年人口数量为40,459人。挪威最大的国际机场奥斯陆加勒穆恩机场就位於此市镇内。